# Polly
«Polly» es una canción de la banda de grunge estadounidense Nirvana. Es la sexta canción en el álbum de 1991 titulado Nevermind. Es considerada una de las mejores canciones de la banda.

## Historia
Fue escrita aproximadamente en 1988, «Polly», junto con «About a Girl», es una de las primeras exploraciones de Kurt Cobain en la escritura de melodías pop. Fue dejada fuera del álbum debut de la banda de 1989, Bleach porque Cobain creía que no era consistente con el sonido grunge de la banda en ese entonces. Sin embargo, encontró su camino en el segundo álbum de la banda, Nevermind, dos años más tarde, e hizo parte de los conciertos de la banda hasta la muerte de Cobain (y la consecuente disolución del grupo Nirvana) en abril de 1994.

## Significado
«Polly» está basada en la historia real de una niña menor de edad, víctima de una violación en Tacoma, Washington, la niña vio al secuestrador como una buena persona y se ganó su confianza. Luego, ella aprovechó un descuido de éste para escapar. Kurt leyó la historia en un diario y le impactó tanto que decidió escribirle una canción.
Lo impactante de esta canción es que Cobain se pone en el papel del secuestrador.

## Otras versiones
La versión original acústica de Nevermind es la más conocida; sin embargo, nada menos que otras ocho versiones han sido oficialmente lanzadas:
- Una versión eléctrica, grabada en un concierto de finales de 1991, aparece como lado B en algunas versiones del sencillo de 1992 «In Bloom».
- Otra versión eléctrica, esta vez de estudio, grabada para la BBC a finales de 1991, aparece en la compilación de rarezas de 1992, Incesticide (esta versión fue lanzada como «(New Wave) Polly», por tener un tempo más rápido).
- Una versión acústica, en vivo, grabada en la presentación de la banda en MTV Unplugged en 1993, aparece en el álbum póstumo MTV Unplugged in New York. Esta versión incluye a Pat Smear en la 2.ª guitarra y a Lori Goldston en el violonchelo.
- Otra versión en eléctrica, de la presentación de la banda el 31 de octubre de 1991 en el Teatro Paramount, de Seattle, aparece en el vídeo de 1994 Live! Tonight! Sold Out!!.
- Otra versión eléctrica de una presentación en la gira de Nirvana por Europa a finales de 1991 aparece en el documental 1991: The Year Punk Broke.
- Otra versión eléctrica de finales de 1989 aparece en la compilación de 1996 From the Muddy Banks of the Wishkah.
- Un demo acústico casero aparece en el box set de 2004 With the Lights Out.
- Un demo eléctrico de estudio de 1989, también aparece en With the Lights Out de 2004.

## Curiosidades
- Chad Channing toca los platillos en la versión de Nevermind. Este no recibió créditos en las notas del álbum, pero finalmente recibió algún dinero por su participación.

- De acuerdo a la biografía de Charles Cross de Cobain Heavier Than Heaven, Bob Dylan se sintió conmovido cuando escuchó «Polly» en concierto, y dijo sobre Cobain: «Ese chico tiene corazón».

- El crítico musical Greil Marcus ha sugerido que «Polly» es descendiente de la canción «Pretty Polly», una balada grabada en 1927.

## Personal
- Kurt Cobain: voz y guitarra acústica
- Krist Novoselic: bajo
- Dave Grohl: batería y coros
- Chad Channing: platillos